# I cavalieri del Nord Ovest
I cavalieri del Nord Ovest (She Wore a Yellow Ribbon) è un film del 1949 diretto da John Ford.
Il film è parte della trilogia sulla cavalleria statunitense girata da Ford: segue Il massacro di Fort Apache (1948) e precede Rio Bravo (1950). Ottenne l'Oscar alla migliore fotografia a colori nel 1950 (il secondo per Winton Hoch) ed è ritenuto uno dei migliori risultati visivi del grande regista.

## Trama

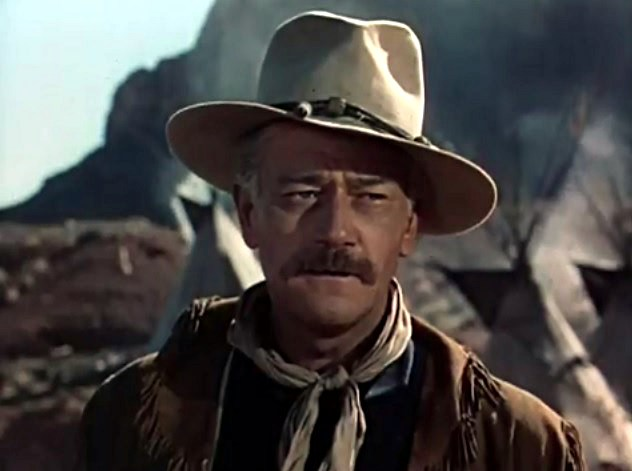
Il capitano Brittles (John Wayne)

Nel 1876 la cavalleria statunitense, dopo la sconfitta del generale Custer a Little Bighorn, deve fronteggiare un'imponente offensiva degli indiani che hanno costituito una larga e temibile alleanza.
Al forte Starke, un presidio del nord-ovest, il capitano Nathan Brittles, ad una settimana dal congedo, è chiamato dal suo superiore e vecchio amico, il maggiore Allshard, a condurre una missione che si presenta alquanto pericolosa. Il maggiore gli ordina di ricacciare eventuali attacchi dei Cheyenne e, nel contempo, accompagnare sua moglie e sua nipote alla stazione della diligenza, perché possano poi partire verso est. Alla partenza, la bella nipote Olivia indossa, senza darne spiegazioni, un nastro giallo (da qui il titolo originale del film che riprende quello di una ballata popolare che accompagna molte scene), segno convenzionale di chi è sentimentalmente legata, innescando con malizia un'accesa disputa tra i due spasimanti: il tenente Cornill e il sottotenente Bennett.
Lungo il percorso il convoglio incrocia una colonna di Arapaho e per evitare le probabili e spiacevoli conseguenze di un contatto ravvicinato, è costretto a deviare ritardando l'arrivo alla stazione della diligenza. Il ritardo è fatale perché gli indiani attaccano la stazione e bruciano la diligenza, nonostante l'ottima resistenza guidata dal sergente Tyree, validissimo ex confederato. Fallita la missione, Brittles e i suoi tornano al presidio rischiando di essere attaccati dagli indiani.
Ad un giorno dal congedo a Brittles viene dunque consigliato di lasciare il comando nella lotta agli indiani ormai radunati e pronti ad uno scontro che si annuncia molto impegnativo. Così il giorno seguente il capitano passa in rassegna il suo squadrone per l'ultima volta e, dopo essersi commosso di fronte all'affetto dimostratogli, saluta tutti e parte verso la California.
In realtà va a trovare il drappello guidato dal tenente Cornill e con grandissimo coraggio entra nell'accampamento indiano per parlare con un suo amico, il vecchio capo Pelle di Volpe, alla ricerca di una mediazione pacifica. L'audace conversazione si rivela però vana: l'anziano capo gli fa sapere che gli animi dei giovani sono infiammati e non c'è modo di fermarli. Riprende allora il comando e, proprio a pochi minuti dalla mezzanotte che sancirebbe ufficialmente il suo congedo dall'esercito, dà l'avvio a un'azione scaltra ed efficace all'insaputa dei suoi superiori: mette in fuga il branco di cavalli degli indiani, che appiedati non possono più combattere e centra così l'obiettivo principale di evitare una strage praticamente senza spargimento di sangue.
Conclusa dunque la vita militare con un grande successo, e non con un fallimento come temeva, il capitano può dirigersi soddisfatto verso la meta del suo congedo. Non percorre molta strada che viene raggiunto da una staffetta che gli comunica la notizia della sua promozione con ordine firmato dallo stesso presidente degli Stati Uniti: è destinato a un nuovo incarico con il grado di tenente colonnello. Il ritorno al forte è un tripudio e con lui si festeggia anche il fidanzamento del tenente Cornill con l'ambita Olivia, la cui scelta era però ben nota da tempo.

## Produzione
La fotografia è affidata a Winton Hoch, che lavorò nei maggiori film a colori di Ford, e proprio in questa occasione vinse il secondo dei suoi tre Oscar. Hoch era un uomo serio e scrupoloso, che amava comporre una scena piuttosto che filmarla sfruttando un'occasione propizia (e correndo dei rischi), come invece piaceva fare a Ford. Nella scena della tempesta, Ford volle sfruttare una luce molto tenue e vi riuscì proprio grazie all'abilità di Hoch. In altre occasioni, tuttavia, Hoch girò contro la volontà di Ford.
Lo scenario che fa da sfondo alla maggior parte degli esterni è quello della Monument Valley, tra Utah ed Arizona.

## Riprese
Il cast e la troupe vissero in condizioni relativamente primitive nella Monument Valley. Molti dormivano in baracche sudicie con docce in comune. Il film fu completato in anticipo sulla tabella di marcia e restando ampiamente sotto il budget stabilito.
Anche se il direttore della fotografia del film, Winton Hoch, vinse un premio Oscar per il suo operato, le riprese non furono facili a causa dei dissidi con Ford. Ironicamente, una delle scene maggiormente iconiche del film fu creata durante una lite. Mentre la cavalleria stava galoppando nel deserto, una vera tempesta si profilò all'orizzonte. Hoch iniziò a impacchettare le cineprese mentre il tempo peggiorava ma Ford lo fermò, per ordinargli di continuare a girare. Hoch sostenne che non c'era abbastanza luce naturale per la scena e, cosa ancora più importante, le cineprese avrebbero potuto diventare dei potenziali parafulmini se la tempesta li avesse investiti. Ford ignorò le rimostranze di Hoch; completando la scena mentre la tempesta infuriava, inzuppando gli attori e la troupe. In seguito Hoch scrisse una lettera di protesta alla American Society of Cinematographers contro la metodologia di lavoro di John Ford.
La storia del rifiuto di Hoch di girare nella tempesta è stata ripetuta più volte nel corso degli anni, ma l'attore Harry Carey Jr., che era sul set, la smentì. Egli disse che Ford aveva terminato le riprese per quel giorno, ma quando vide la scenografica tempesta che arrivava, chiese a Hoch se fosse possibile girare con la luce calante. Hoch rispose: «È terribilmente buio, Jack. Io giro. Ma non posso proprio promettere nulla». Ford quindi ordinò: «Winnie, aprilo [l'obiettivo della cinepresa] e proviamoci. Se non si spegne, andrà tutto bene». Winnie obbedì, dicendo: «Abbastanza giusto, Jack».

## Tematiche
Nel film ritornano alcuni temi ricorrenti nel cinema di Ford:
- Il ritrarre il protagonista sulla tomba dell'amata, come accade nella scena in cui Brittles/Wayne parla alla tomba della moglie, è un tema ricorrente fordiano: la morte conclude la vita, ma non una relazione. Scene analoghe si trovano in Straight Shooting, Alba di gloria, In nome di Dio e Sentieri selvaggi.
- Anche ne Il giudice (1934), il giudice Priest (Will Rogers) parla alla moglie e ai figli che ha perso, seduto accanto alle loro tombe.
- In Sfida infernale, Wyatt Earp (Henry Fonda) è solo sulla tomba del fratello James. La morte è sempre presente nell'odissea western, e Ford aggiunge l'elemento epico del dialogo intimistico con la persona scomparsa.
- In Alba di gloria, Abe Lincoln (Henry Fonda) visita la tomba della donna che ha amato e che è morta prima che potessero costruirsi una vita insieme.
- La scazzottata al bar tra il sergente Quincannon e sette soldati dell'esercito è una situazione analoga ad altre nei film di Ford: bere molto e fare a pugni fanno parte dei tipici rituali delle situazioni prettamente maschili. Pensiamo ad esempio a Il sottomarino, film del 1930 che si apre proprio con una sequenza ambientata a Shanghai sul "più lungo barcone del mondo". Secondo un classico rituale maschile, i marinai trascorrono la serata cantando e bevendo. Scene di scazzottate si ritrovano ne L'uomo che uccise Liberty Valance (1962), in Com'era verde la mia valle, nel film I tre della Croce del Sud e soprattutto ne Un uomo tranquillo.
- Altro tema ricorrente: la scelta di una canzone popolare come filo conduttore del film. "Ogni western di Ford pare prendere lo spunto da una canzone popolare; tanto da autorizzare quasi l'ipotesi che tutti questi soggetti siano pensati e realizzati in funzione di questa o quest'altra ballad". La ballata She Wore a Yellow Ribbon come My darling Clementine per l'omonimo film. "Quest'ultima è una vecchia canzone di marinai modificata, negli anni di grande migrazione verso la California, dei minatori e dei cercatori d'oro per adattarla nel testo poetico, alla nuova realtà". Un altro esempio di quest'aspetto è dato dalla canzone When Willie comes marching home che accompagna il film Bill sei grande! del 1950.
- Non manca un richiamo suggestivo al Sud confederato: il sergente Tyree, il sottufficiale più efficiente, in realtà era un capitano sudista. Molto bella la scena del funerale del soldato John Smith, un vecchio generale confederato, con la bandiera sudista che viene cucita dalla signora Allshard.

Anche in questo film, Ford preferisce mettere in scena la leggenda piuttosto che la realtà, per creare situazioni epiche, personaggi eroici e composizioni altamente drammatiche. Ford sembra voler trasformare la crudezza del west in una tragedia shakespeariana. Se in Sfida infernale la figura di Wyatt Earp viene mitizzata e i fatti si discostano dalla realtà, in She Wore a Yellow Ribbon le vicende storiche servono solo da scenario per le figure eroiche dell'epica di Ford.

## Tecnica cinematografica
Spesso Ford, dopo un'inquadratura a taglio ravvicinato o a figura intera, invece che passare agli altri protagonisti, riprende lo stesso personaggio con un taglio di inquadratura ancora più ravvicinato, e ciò imprime drammaticità emotiva al personaggio. Questo avviene, in Sfida infernale, con Doc e Clementine all'esterno del saloon. In questo film accade una cosa analoga nella scena in cui Brittles/Wayne parla alla tomba della moglie.
Dopo una dissolvenza incrociata che segue l'inquadratura con il particolare della lapide (quando il film è a 3' e 13'’), si ha un piano ravvicinato in cui John Wayne sta per sedersi su uno sgabello posto di fronte alla tomba della moglie. Wayne prende l'annaffiatoio per i fiori che crescono sul terreno in cui è sepolta la moglie. Dissolvenza incrociata a 13' e 14". Si vede il piano americano di John Wayne (la ripresa si fa più stretta) che versa l'acqua sui fiori per la moglie. Dissolvenza incrociata a 13' e 14'’. Si vede il piano medio/mezza figura di John Wayne.

## Riconoscimenti
- 1950 – Premio Oscar
  - Oscar alla migliore fotografia a colori a Winton Hoch